# Jay Novacek
Jay McKinley Novacek (Martin, 24 ottobre 1962) è un ex giocatore di football americano statunitense che ha militato nel ruolo di tight end nella National Football League (NFL). Fu scelto nel corso del sesto giro (158º assoluto) del Draft NFL 1985 dai St. Louis Cardinals. Al college ha giocato a football a Wyoming.

## Carriera

### St. Louis/Phoenix Cardinals
Novacek fu scelto nel sesto giro del Draft 1985 dai Saint Louis Cardinals, dove giocò per cinque stagioni. Durante questo periodo fu visto sporadimente in campo; la sua miglior stagione fu quella del 1988 in cui ricevette 38 passaggi per 569 yard e 4 touchdown.

### Dallas Cowboys
Dopo cinque stagioni coi Cardinals, Jay firmò coi Dallas Cowboys come free agent. Fu una componente importante dell'attacco dei Cowboys all'inizio degli anni novanta, in particolare nelle situazioni di terzo down. A partire dal 1991 fu convocato per cinque Pro Bowl consecutivi, raggiungendo i playoff ogni anno in quell'arco di tempo e vincendo tre Super Bowl in quattro anni.
L'ultima gara di Novacek fu il Super Bowl XXX nel gennaio 1996. Si ritirò ufficialmente dalla NFL il 15 luglio 1997 a causa di un infortunio alla schiena.

## Palmarès

### Franchigia
- Super Bowl : 3

Dallas Cowboys: XXVII, XXVIII, XXX
- National Football Conference Championship: 3

Dallas Cowboys: 1992, 1993, 1995

### Individuale
- Convocazioni al Pro Bowl: 5

1991, 1992, 1993, 1994, 1995
- First-team All-Pro: 1

1992
- Second-team All-Pro: 1

1991
- College Football Hall of Fame